# Козулька (городское поселение)
Посёлок Козулька — муниципальное образование со статусом городского поселения в Козульском районе Красноярского края.
Административный центр — пгт Козулька.
В рамках административно-территориального устройства соответствует административно-территориальной единице посёлок городского типа Козулька (с подчинённым ему населённым пунктом).

## Население
| 2010  | 2011  | 2012  | 2013  | 2014  | 2015  | 2016  |
| ----- | ----- | ----- | ----- | ----- | ----- | ----- |
| 8301  | ↘8274 | ↘8236 | ↘8203 | ↘8178 | ↘8152 | ↘8027 |
| 2017  | 2021  |       |       |       |       |       |
| ↗8071 | ↘6556 |       |       |       |       |       |

## Состав
В состав городского поселения входят 2 населённых пункта:
| № | Населённый пункт | Тип населённого пункта      | Население |
| - | ---------------- | --------------------------- | --------- |
| 1 | Козулька         | пгт, административный центр | ↘6402     |
| 2 | Кедровый         | посёлок                     | ↘154      |

## Местное самоуправление
Глава муниципального образования
- Емельяненко Александр Александрович .
- Дата избрания: 19.02.2021
- Срок полномочий: 5 лет

Козульский поселковый Совет депутатов
- Дата избрания: 13.09.2020
- Срок полномочий: 5 лет
- Количество мандатов: 12